# Sungai Padang
Sungai Padang is een bestuurslaag in het regentschap Belitung van de provincie Bangka-Belitung, Indonesië. Sungai Padang telt 2126 inwoners (volkstelling 2010).